# Alfabet amhàric
L'alfabet amhàric, també anomenat etiòpic i gueez (alfabet gueez — ግዕዝ) és una abugida o alfabet sil·làbic, que principalment fou inventat per escriure el gueez en el Regne d'Axum. En les comunitats en què s'usa, especialment en amhàric i tigrinya, se li dona el nom de fidäl (ፊደል), que significa 'escriptura' o 'alfabet'.
L'alfabet amhàric fou creat per escriure generalment les llengües etiòpiques. Una de les llengües més conegudes és l'amhàric a Etiòpia, i el tigrinya a Etiòpia i Eritrea. Aquest abugida també s'utilitza per a escriure algunes de les llengües gurague, llengua me'en i moltes altres llengües d'Etiòpia. A Eritrea s'utilitza per a escriure el tigre, i també tradicionalment per a la llengua bilin. Algunes altres llengües de la Banya d'Àfrica, com ara l'oromo, també utilitzaren antigament l'alfabet amhàric, però al cap d'un temps s'escrigueren amb alfabets basats en el llatí.
El 1956 el xeic Bakri Sapalo inventà un sil·labari, similar a l'amhàric, però en el qual els símbols bàsics i les vocals foren inventades per ell.
- Per a designar sons en aquest article s'utilitza el sistema acceptat pels lingüistes que estudien les llengües etiòpiques i és diferent de l'AFI. Per a obtenir informació sobre la pronunciació, cal mirar la pronúncia de les llengües concretes.

## Història i origen

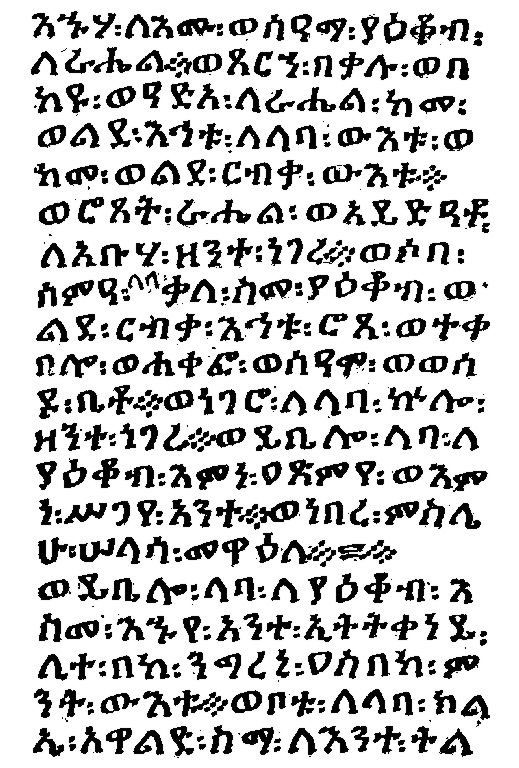
Gènesi, 29:11-16 en llengua gueez

Les primeres inscripcions en les llengües etiòpiques d'Etiòpia i Eritrea datades del segle ix aC s'escrigueren en alfabet sud-aràbic, estès per la península Aràbiga. Però després dels segles VII aC i VI aC, a conseqüència de l'aparició de molts alfabets s'hi instaurà l'alfabet amhàric. Aquesta evolució es pot veure molt bé en les inscripcions de les coves i roques de la província Agame al nord d'Etiòpia i en l'antiga província Aquele-Guzai d'Eritrea.
Al segle i aparegué alfabet amhàric antic. Aquesta escriptura era un abjad, que s'escrivia d'esquerra a dreta (comparant amb el bustrofedon en sud-aràbic), les lletres del qual eren en gran manera semblants a les lletres de la primera fila en l'alfabet modern vocalitzat (per exemple, «k» en grafema «kä»). Hi va haver diferències, com ara la lletra ገ (g) "mirant" cap a la dreta en alfabet amhàric antic (en alfabet amhàric vocalitzat modern aquesta lletra "mira" a l'esquerra).
La vocalització de l'alfabet amhàric es produí al segle iv. Tot i que les primeres inscripcions vocalitzades conegudes són les del rei Ezana, les lletres vocalitzades ja existien fa uns anys abans del rei Ezana, ja que algunes lletres vocalitzades foren descobertes en les monedes del seu successor, el rei Wazeba.
Roger Schneider va observar que les anomalies presents en les inscripcions d'Ezana poden testificar que durant el seu govern s'utilitzà conscientment l'estil arcaic. Això indica que la vocalització podria haver-se inventat molt abans. D'aquesta manera, alguns científics creuen que la vocalització fou inventada per mantenir la pronúncia dels texts en gueez, en cas que aquesta llengua deixés de ser parlada, i es reemplacés per una altra llengua etiòpica. Iuri Mihàilovitx Kobixànov, Daniels i altres han suggerit el possible impacte de les escriptures de l'Índia en la vocalització, ja que aquests sistemes també són abugides, i Axum era una part important de les antigues rutes comercials al començament d'una nova era, que incloïen l'Índia i el món grecoromà.
La tradició de l'Església ortodoxa etíop diu que la versió primària (consonàntica) de l'alfabet amhàric fou rebuda en la revelació divina d'Enoix, com a "eina per a la codificació de la llei", i l'actual sistema de vocalització s'atribueix al grup de científics axumites encapçalats per Frumenci, al qual també s'atribueix la cristianització del rei Ezana al segle iv aC.
L'alfabet amhàric té 26 consonants principals. En comparació amb les 29 lletres de l'alfabet sud-aràbic, no hi ha les fricatives ġ, ẓ ni les fricatives interdentals (ḏ, ṯ), ni tampoc la consonant sud-aràbiga s³ 𐩯 (la lletra amhàrica śäwt ሠ prové de la lletra sud-aràbiga s² 𐩦). D'altra banda, la consonant emfàtica p̣ait ጰ és una innovació amhàrica modificada de la lletra ṣädäy ጸ; la lletra psa ፐ prové de la täwe ተ.
Per tant, hi ha 24 correspondències entre l'alfabet amhàric i el sud-aràbic:
| transliteració | h | l | ḥ | m | ś (SA s²) | r | s (SA s¹) | ḳ | b | t | ḫ | n |
| -------------- | - | - | - | - | --------- | - | --------- | - | - | - | - | - |
| gueez          | ሀ | ለ | ሐ | መ | ሠ         | ረ | ሰ         | ቀ | በ | ተ | ኀ | ነ |
| sud-aràbic     | 𐩠 | 𐩡 | 𐩢 | 𐩣 | 𐩦         | 𐩧 | 𐩪         | 𐩤 | 𐩨 | 𐩩 | 𐩭 | 𐩬 |

| transliteració | ʾ | k | w | ʿ | z (SA ḏ) | y | d | g | ṭ | ṣ | ḍ | f |
| -------------- | - | - | - | - | -------- | - | - | - | - | - | - | - |
| gueez          | አ | ከ | ወ | ዐ | ዘ        | የ | ደ | ገ | ጠ | ጸ | ፀ | ፈ |
| sud-aràbic     | 𐩱 | 𐩫 | 𐩥 | 𐩲 | 𐩹        | 𐩺 | 𐩵 | 𐩴 | 𐩷 | 𐩮 | 𐩳 | 𐩰 |

Molt noms de lletres amhàriques són similars als noms de les lletres protocananees.

## Símbols de l'alfabet amhàric

### Símbols bàsics
L'alfabet amhàric té 26 símbols bàsics:
h, l, ḥ, m, ś, r, s, ḳ, b, t, ḫ, n, ʾ, k, w, ʿ, z, y, d, g, ṭ, p̣, ṣ, ṣ́, f, p
| Transliteració | h | l | ḥ | m | ś | r | s | ḳ | b | t | ḫ | n | ʾ |
| Amhàric        | ሀ | ለ | ሐ | መ | ሠ | ረ | ሰ | ቀ | በ | ተ | ኀ | ነ | አ |

| Transliteració | k | w | ʿ | z | y | d | g | ṭ | p̣ | ṣ | ṣ́ | f | p |
| Amhàric        | ከ | ወ | ዐ | ዘ | የ | ደ | ገ | ጠ | ጰ | ጸ | ፀ | ፈ | ፐ |

## Símbols sil·làbics
L'alfabet amhàric és un abugida, és a dir, cada símbol representa una combinació de consonant-vocal, i els signes s'agrupen segons la consonant i la vocal.
L'alfabet amhàric s'escriu d'esquerra a dreta.
En l'alfabet amhàric cada consonant es pot combinar amb les set vocals:
ä, u, i, a, e, ə, o
Per cada consonant de l'abugida hi ha un símbol bàsic, el qual significa que després d'una consonant ve una vocal determinada i inseparable. En l'alfabet amhàric aquesta vocal és /ä/, que en la taula següent es mostra a la primera columna. Per designar altres vocals, el símbol consonàntic bàsic es canvia d'una manera determinada.
Aquesta taula mostra les consonants de manera tradicional. Les columnes mostren set vocals, també en ordre tradicional. Per a una consonant sense vocal següent, per exemple, al final d'una síl·laba o en un grup de consonants, s'utilitza la forma consonant + ə (símbol en la sisena columna):
|          |     | ä [ə] | u | i | a | e | ə [ɨ], ∅ | o | ʷä [ʷə] | ʷi | ʷa | ʷe | ʷə [ʷɨ] |  |
| -------- | --- | ----- | - | - | - | - | -------- | - | ------- | -- | -- | -- | ------- |  |
| He       | h   | ሀ     | ሁ | ሂ | ሃ | ሄ | ህ        | ሆ |         |    |    |    |         |  |
| Läwe     | l   | ለ     | ሉ | ሊ | ላ | ሌ | ል        | ሎ |         |    | ሏ  |    |         |  |
| Ḥäwṭ     | ḥ   | ሐ     | ሑ | ሒ | ሓ | ሔ | ሕ        | ሖ |         |    | ሗ  |    |         |  |
| May      | m   | መ     | ሙ | ሚ | ማ | ሜ | ም        | ሞ |         |    | ሟ  |    |         |  |
| Śäwt     | ś   | ሠ     | ሡ | ሢ | ሣ | ሤ | ሥ        | ሦ |         |    | ሧ  |    |         |  |
| Reʾs     | r   | ረ     | ሩ | ሪ | ራ | ሬ | ር        | ሮ |         |    | ሯ  |    |         |  |
| Sat      | s   | ሰ     | ሱ | ሲ | ሳ | ሴ | ስ        | ሶ |         |    | ሷ  |    |         |  |
| Xa (Sha) | ʃ   | ሸ     | ሹ | ሺ | ሻ | ሼ | ሽ        | ሾ |         |    | ሿ  |    |         |  |
| Qaf      | q   | ቀ     | ቁ | ቂ | ቃ | ቄ | ቅ        | ቆ | ቈ       | ቊ  | ቋ  | ቌ  | ቍ       |  |
| Bet      | b   | በ     | ቡ | ቢ | ባ | ቤ | ብ        | ቦ |         |    | ቧ  |    |         |  |
| Va       | v   | ቨ     | ቩ | ቪ | ቫ | ቬ | ቭ        | ቮ |         |    | ቯ  |    |         |  |
| Täwe     | t   | ተ     | ቱ | ቲ | ታ | ቴ | ት        | ቶ |         |    | ቷ  |    |         |  |
| Ca       | tʃ  | ቸ     | ቹ | ቺ | ቻ | ቼ | ች        | ቾ |         |    | ቿ  |    |         |  |
| Ḫarm     | ḫ   | ኀ     | ኁ | ኂ | ኃ | ኄ | ኅ        | ኆ | ኈ       | ኊ  | ኋ  | ኌ  | ኍ       |  |
| Nähas    | n   | ነ     | ኑ | ኒ | ና | ኔ | ን        | ኖ |         |    | ኗ  |    |         |  |
| Nya      | ɲ   | ኘ     | ኙ | ኚ | ኛ | ኜ | ኝ        | ኞ |         |    | ኟ  |    |         |  |
| ʔÄlf     | ʔ   | አ     | ኡ | ኢ | ኣ | ኤ | እ        | ኦ |         |    | ኧ  |    |         |  |
| Kaf      | k   | ከ     | ኩ | ኪ | ካ | ኬ | ክ        | ኮ | ኰ       | ኲ  | ኳ  | ኴ  | ኵ       |  |
| Kxa      | x   | ኸ     | ኹ | ኺ | ኻ | ኼ | ኽ        | ኾ |         |    |    |    |         |  |
| Wäwe     | w   | ወ     | ዉ | ዊ | ዋ | ዌ | ው        | ዎ |         |    |    |    |         |  |
| ʕÄyn     | ʕ   | ዐ     | ዑ | ዒ | ዓ | ዔ | ዕ        | ዖ |         |    |    |    |         |  |
| Zäy      | z   | ዘ     | ዙ | ዚ | ዛ | ዜ | ዝ        | ዞ |         |    | ዟ  |    |         |  |
| Zha      | ʒ   | ዠ     | ዡ | ዢ | ዣ | ዤ | ዥ        | ዦ |         |    | ዧ  |    |         |  |
| Yämän    | y   | የ     | ዩ | ዪ | ያ | ዬ | ይ        | ዮ |         |    |    |    |         |  |
| Dänt     | d   | ደ     | ዱ | ዲ | ዳ | ዴ | ድ        | ዶ |         |    | ዷ  |    |         |  |
| Ja       | dʒ  | ጀ     | ጁ | ጂ | ጃ | ጄ | ጅ        | ጆ |         |    | ጇ  |    |         |  |
| Gäml     | g   | ገ     | ጉ | ጊ | ጋ | ጌ | ግ        | ጎ | ጐ       | ጒ  | ጓ  | ጔ  | ጕ       |  |
| Ṭäyt     | ṭ   | ጠ     | ጡ | ጢ | ጣ | ጤ | ጥ        | ጦ |         |    | ጧ  |    |         |  |
| Txa      | tʃ' | ጨ     | ጩ | ጪ | ጫ | ጬ | ጭ        | ጮ |         |    | ጯ  |    |         |  |
| P̣ait     | p̣   | ጰ     | ጱ | ጲ | ጳ | ጴ | ጵ        | ጶ |         |    | ጷ  |    |         |  |
| Ṣädäy    | ṣ   | ጸ     | ጹ | ጺ | ጻ | ጼ | ጽ        | ጾ |         |    | ጿ  |    |         |  |
| Ṣ́äppä    | ṣ́   | ፀ     | ፁ | ፂ | ፃ | ፄ | ፅ        | ፆ |         |    |    |    |         |  |
| Äf       | f   | ፈ     | ፉ | ፊ | ፋ | ፌ | ፍ        | ፎ |         |    | ፏ  |    |         |  |
| Psa      | p   | ፐ     | ፑ | ፒ | ፓ | ፔ | ፕ        | ፖ |         |    | ፗ  |    |         |  |
|          |     | ä [ə] | u | i | a | e | ə [ɨ], ∅ | o | ʷä [ʷə] | ʷi | ʷa | ʷe | ʷə [ʷɨ] |  |

## Modificacions per a altres idiomes

### Lletres addicionals
Algunes lletres tenen variants que s'utilitzen en llengües diferents del gueez:
| Símbol bàsic     | b     | t     | d     | ṭ      |
| Símbol bàsic     | በ     | ተ     | ደ     | ጠ      |
| Variant africada | v [v] | č [ʧ] | ǧ [ʤ] | č̣ [ʧʼ] |
| Variant africada | ቨ     | ቸ     | ጀ     | ጨ      |

| Símbol bàsic         | ḳ        | k       |
| Símbol bàsic         | ቀ        | ከ       |
| Variant africada     | ḳh [q]   | x [x]   |
| Variant africada     | ቐ        | ኸ       |
| Variant labialitzada | ḳhw [qʷ] | xw [xʷ] |
| Variant labialitzada | ቘ        | ዀ       |

| Símbol bàsic          | s     | n     | z     |
| Símbol bàsic          | ሰ     | ነ     | ዘ     |
| Variant palatalitzada | š [ʃ] | ñ [ɲ] | ž [ʒ] |
| Variant palatalitzada | ሸ     | ኘ     | ዠ     |

| Símbol bàsic  | g   | ḫw   |
| Símbol bàsic  | ገ   | ኈ    |
| Variant nasal | [ŋ] | [ŋʷ] |
| Variant nasal | ጘ   | ⶓ    |

Tot seguit es mostren símbols sil·làbics. Igual que altres labiovelars, aquests poden combinar-se només amb cinc vocals:
|      | ä | u | i | a | e | ə | o | wa |
| ---- | - | - | - | - | - | - | - | -- |
| š    | ሸ | ሹ | ሺ | ሻ | ሼ | ሽ | ሾ | ሿ  |
| ḳh   | ቐ | ቑ | ቒ | ቓ | ቔ | ቕ | ቖ |    |
| ḳhw  | ቘ |   | ቝ | ቛ | ቜ | ቚ |   |    |
| v    | ቨ | ቩ | ቪ | ቫ | ቬ | ቭ | ቮ | ቯ  |
| č    | ቸ | ቹ | ቺ | ቻ | ቼ | ች | ቾ | ቿ  |
| [ŋʷ] | ⶓ |   | ⶔ |   | ⶕ | ⶖ |   |    |

|     | ä | u | i | a | e | ə | o | wa |
| --- | - | - | - | - | - | - | - | -- |
| ñ   | ኘ | ኙ | ኚ | ኛ | ኜ | ኝ | ኞ | ኟ  |
| x   | ኸ | ኹ | ኺ | ኻ | ኼ | ኽ | ኾ |    |
| xw  | ዀ |   | ዂ | ዃ | ዄ | ዅ |   |    |
| ž   | ዠ | ዡ | ዢ | ዣ | ዤ | ዥ | ዦ | ዧ  |
| ǧ   | ጀ | ጁ | ጂ | ጃ | ጄ | ጅ | ጆ | ጇ  |
| [ŋ] | ጘ | ጙ | ጚ | ጛ | ጜ | ጝ | ጞ | ጟ  |
| č̣   | ጨ | ጩ | ጪ | ጫ | ጬ | ጭ | ጮ | ጯ  |

### Les lletres utilitzades en llengües modernes
En amhàric s'utilitzen totes les consonants bàsiques més addicionals, que es mostren tot seguit. També s'utilitzen algunes variants de les lletres labiovelars del gueez. El tigrinya té totes les consonants bàsiques, les variants labiovelars del gueez excepte ḫw (ኈ), més addicionals que es mostren tot seguit. Algunes de les consonants bàsiques a Eritrea van caient en desús. En la llengua tigre s'utilitzen consonants bàsiques excepte ś (ሠ), ḫ (ኀ) i ḍ (ፀ). El tigre no utilitza les variants labiovelars del gueez. La llengua bilin utilitza totes les consonants bàsiques excepte ś (ሠ), ḫ (ኀ) i ḍ (ፀ). Aquesta llengua també utilitza lletres que es mostren tot seguit, i les variants labiovelars del gueez:
|          | š | ḳh | ḳhw | v | č | [ŋʷ] | ny | x | xw | ž | ǧ | [ŋ] | č̣ |
|          | ሸ | ቐ  | ቘ   | ቨ | ቸ | ⶓ    | ኘ  | ኸ | ዀ  | ዠ | ጀ | ጘ   | ጨ |
| -------- | - | -- | --- | - | - | ---- | -- | - | -- | - | - | --- | - |
| Amhàric  | ✓ |    |     | ✓ | ✓ |      | ✓  | ✓ | ✓  | ✓ | ✓ |     | ✓ |
| Tigrinya | ✓ | ✓  | ✓   | ✓ | ✓ |      | ✓  | ✓ | ✓  | ✓ | ✓ |     | ✓ |
| Tigre    | ✓ |    |     |   | ✓ |      |    |   |    | ✓ |   | ✓   |   |
| Bilin    | ✓ | ✓  |     | ✓ | ✓ | ✓    | ✓  |   | ✓  | ✓ | ✓ | ✓   | ✓ |

«V» s'utilitza en les paraules d'origen estranger, excepte en algunes llengües gurague (per exemple, cravat, 'corbata' del serbocroat), la «h» en amhàric es pronuncia com la h en anglès, en la paraula "here".

## Ordre de lletres
En gueez, amhàric, tigrinya i tigre l'ordre normal dels símbols es diu Halehame. Per als símbols bàsics ja s'ha mostrat a dalt. Quan s'utilitzen les variants labiovelars, van després de signes bàsics, i després en van altres variants. Per exemple, en tigrinya els símbols basats en ከ van en aquest ordre: ከ, ኰ, ኸ, ዀ. En bilin l'ordre de lletres és una mica diferent.

## Signes de puntuació
L'amhàric té aquests símbols de puntuació:
። — punt (període).

፣ — coma.

፤ — punt i coma.

፥ — dos punts.
፡ — separador de paraules, que s'utilitzava antigament.

፦ — Prefaci de dos punts (introdueix el discurs d'un prefix descriptiu).

፧ — signe d'interrogació que no s'utilitzava gaire.

፨ (de vegades té la forma de ※) — separador de paràgrafs.

## Xifres
El gueez utilitza el sistema d'unitats i desenes, semblant al sistema en àrab, grec antic i hebreu. Però en comparació amb aquests sistemes, té alguns símbols per a les xifres, provinents de les lletres coptes:
|          | 1 | 2 | 3 | 4 | 5 | 6 | 7 | 8 | 9 |
| -------- | - | - | - | - | - | - | - | - | - |
| × 1      | ፩ | ፪ | ፫ | ፬ | ፭ | ፮ | ፯ | ፰ | ፱ |
| × 10     | ፲ | ፳ | ፴ | ፵ | ፶ | ፷ | ፸ | ፹ | ፺ |
| × 100    | ፻ |   |   |   |   |   |   |   |   |
| × 10.000 | ፼ |   |   |   |   |   |   |   |   |

## Utilització en la diàspora
Nombrosos seguidors de rastafarisme aprenen a escriure l'alfabet amhàric, ja que en la seva religió el gueez es considera la llengua primària i santa (sagrada). Molts músics de reggae utilitzen l'alfabet amhàric en els seus àlbums.
L'organització panafricana African Code accepta oficialment l'alfabet amhàric com a escriptura interafricana oficial, per escriure totes les llengües d'Àfrica en alfabet amhàric en lloc d'alfabet llatí actual.
En el documental 500 Years Later (፭፻-ዓመታት በኋላ) fou utilitzat per primer cop en el cinema occidental l'alfabet amhàric (i també en la publicitat i els anuncis d'aquest documental).

## Teclat amhàric
N'hi ha uns quants tipus de teclats, però el més comú i bàsic té el principi d'introduir primer el símbol, i després la vocalització.

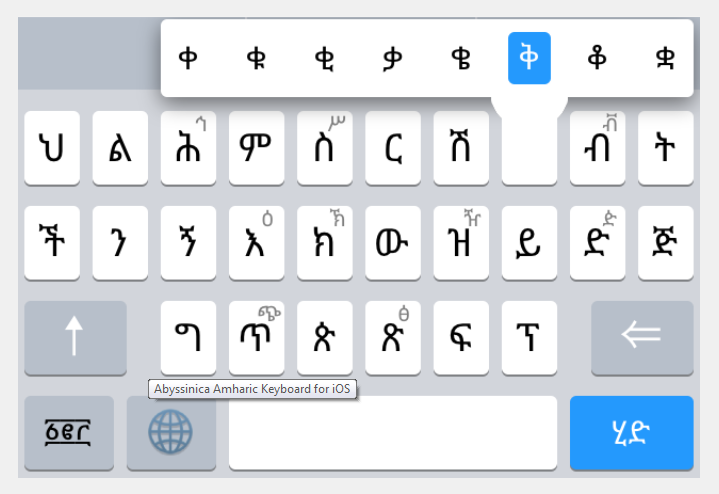
Teclat amhàric

## Unicode
|      | 0 | 1 | 2 | 3 | 4 | 5 | 6 | 7 | 8 | 9 | A | B | C | D | E | F |
| ---- | - | - | - | - | - | - | - | - | - | - | - | - | - | - | - | - |
| 1200 | ሀ | ሁ | ሂ | ሃ | ሄ | ህ | ሆ |   | ለ | ሉ | ሊ | ላ | ሌ | ል | ሎ | ሏ |
| 1210 | ሐ | ሑ | ሒ | ሓ | ሔ | ሕ | ሖ | ሗ | መ | ሙ | ሚ | ማ | ሜ | ም | ሞ | ሟ |
| 1220 | ሠ | ሡ | ሢ | ሣ | ሤ | ሥ | ሦ | ሧ | ረ | ሩ | ሪ | ራ | ሬ | ር | ሮ | ሯ |
| 1230 | ሰ | ሱ | ሲ | ሳ | ሴ | ስ | ሶ | ሷ | ሸ | ሹ | ሺ | ሻ | ሼ | ሽ | ሾ | ሿ |
| 1240 | ቀ | ቁ | ቂ | ቃ | ቄ | ቅ | ቆ | ቋ | ቈ |   | ቍ | ቋ | ቌ | ቊ |   |   |
| 1250 | ቐ | ቑ | ቒ | ቓ | ቔ | ቕ | ቖ |   | ቘ |   | ቝ | ቛ | ቜ | ቚ |   |   |
| 1260 | በ | ቡ | ቢ | ባ | ቤ | ብ | ቦ | ቧ | ቨ | ቩ | ቪ | ቫ | ቬ | ቭ | ቮ | ቯ |
| 1270 | ተ | ቱ | ቲ | ታ | ቴ | ት | ቶ | ቷ | ቸ | ቹ | ቺ | ቻ | ቼ | ች | ቾ | ቿ |
| 1280 | ኀ | ኁ | ኂ | ኃ | ኄ | ኅ | ኆ | ኋ | ኈ |   | ኊ | ኋ | ኌ | ኍ |   |   |
| 1290 | ነ | ኑ | ኒ | ና | ኔ | ን | ኖ | ኗ | ኘ | ኙ | ኚ | ኛ | ኜ | ኝ | ኞ | ኟ |
| 12A0 | አ | ኡ | ኢ | ኣ | ኤ | እ | ኦ | ኧ | ከ | ኩ | ኪ | ካ | ኬ | ክ | ኮ | ኳ |
| 12B0 | ኰ |   | ኲ | ኳ | ኴ | ኵ |   |   | ኸ | ኹ | ኺ | ኻ | ኼ | ኽ | ኾ |   |
| 12C0 | ዀ |   | ዂ | ዃ | ዄ | ዅ |   |   | ወ | ዉ | ዊ | ዋ | ዌ | ው | ዎ |   |
| 12D0 | ዐ | ዑ | ዒ | ዓ | ዔ | ዕ | ዖ |   | ዘ | ዙ | ዚ | ዛ | ዜ | ዝ | ዞ | ዟ |
| 12E0 | ዠ | ዡ | ዢ | ዣ | ዤ | ዥ | ዦ | ዧ | የ | ዩ | ዪ | ያ | ዬ | ይ | ዮ |   |
| 12F0 | ደ | ዱ | ዲ | ዳ | ዴ | ድ | ዶ | ዷ | ዸ | ዹ | ዺ | ዻ | ዼ | ዽ | ዾ | ዿ |
|      | 0 | 1 | 2 | 3 | 4 | 5 | 6 | 7 | 8 | 9 | A | B | C | D | E | F |

|      | 0 | 1 | 2 | 3 | 4 | 5 | 6 | 7 | 8 | 9 | A | B | C | D | E | F |
| ---- | - | - | - | - | - | - | - | - | - | - | - | - | - | - | - | - |
| 1300 | ጀ | ጁ | ጂ | ጃ | ጄ | ጅ | ጆ | ጇ | ገ | ጉ | ጊ | ጋ | ጌ | ግ | ጎ | ጓ |
| 1310 | ጐ |   | ጒ | ጓ | ጔ | ጕ |   |   | ጘ | ጙ | ጚ | ጛ | ጜ | ጝ | ጞ | ጟ |
| 1320 | ጠ | ጡ | ጢ | ጣ | ጤ | ጥ | ጦ | ጧ | ጨ | ጩ | ጪ | ጫ | ጬ | ጭ | ጮ | ጯ |
| 1330 | ጰ | ጱ | ጲ | ጳ | ጴ | ጵ | ጶ | ጷ | ጸ | ጹ | ጺ | ጻ | ጼ | ጽ | ጾ | ጿ |
| 1340 | ፀ | ፁ | ፂ | ፃ | ፄ | ፅ | ፆ |   | ፈ | ፉ | ፊ | ፋ | ፌ | ፍ | ፎ | ፏ |
| 1350 | ፐ | ፑ | ፒ | ፓ | ፔ | ፕ | ፖ | ፗ | ፘ | ፙ | ፚ |   |   |   |   | ፟  |
| 1360 | ፠ | ፡ | ። | ፣ | ፤ | ፥ | ፦ | ፧ | ፨ | ፩ | ፪ | ፫ | ፬ | ፭ | ፮ | ፯ |
| 1370 | ፰ | ፱ | ፲ | ፳ | ፴ | ፵ | ፶ | ፷ | ፸ | ፹ | ፺ | ፻ | ፼ |   |   |   |
| 1380 | ᎀ | ᎁ | ᎂ | ᎃ | ᎄ | ᎅ | ᎆ | ᎇ | ᎈ | ᎉ | ᎊ | ᎋ | ᎌ | ᎍ | ᎎ | ᎏ |
| 1390 | ᎐ | ᎑ | ᎒ | ᎓ | ᎔ | ᎕ | ᎖ | ᎗ | ᎘ | ᎙ |   |   |   |   |   |   |
| 2D80 | ⶀ | ⶁ | ⶂ | ⶃ | ⶄ | ⶅ | ⶆ | ⶇ | ⶈ | ⶉ | ⶊ | ⶋ | ⶌ | ⶍ | ⶎ | ⶏ |
| 2D90 | ⶐ | ⶑ | ⶒ | ⶓ | ⶔ | ⶕ | ⶖ |   |   |   |   |   |   |   |   |   |
| 2DA0 | ⶠ | ⶡ | ⶢ | ⶣ | ⶤ | ⶥ | ⶦ |   | ⶨ | ⶩ | ⶪ | ⶫ | ⶬ | ⶭ | ⶮ |   |
| 2DB0 | ⶰ | ⶱ | ⶲ | ⶳ | ⶴ | ⶵ | ⶶ |   | ⶸ | ⶹ | ⶺ | ⶻ | ⶼ | ⶽ | ⶾ |   |
| 2DC0 | ⷀ | ⷁ | ⷂ | ⷃ | ⷄ | ⷅ | ⷆ |   | ⷈ | ⷉ | ⷊ | ⷋ | ⷌ | ⷍ | ⷎ |   |
| 2DD0 | ⷐ | ⷑ | ⷒ | ⷓ | ⷔ | ⷕ | ⷖ |   | ⷘ | ⷙ | ⷚ | ⷛ | ⷜ | ⷝ | ⷞ |   |
|      | 0 | 1 | 2 | 3 | 4 | 5 | 6 | 7 | 8 | 9 | A | B | C | D | E | F |